# الگوما (میسیسیپی)
الگوما (به انگلیسی: Algoma) شهرکی در ایالت میسیسیپی کشور ایالات متحده آمریکا است که جمعیت آن در سرشماری سال ۲۰۱۰ میلادی، ۵۹۰
نفر بوده‌است.